# دیو اجرای زنده
«دیو اجرای زنده» (به انگلیسی: Dio Live) عنوان هشتمین آلبوم تک گروه هوی متال دیو است که ۳ تک‌آهنگ از از ۳ آلبوم اولیه گروه را به همراه دارد. قطعه «غواص مقدس» در قلعه دانینگتون انگلستان و قطعه‌های «ما به لرزه در می آوریم» و «شبیه تکه‌ای از قلب» در فیلادلفیای آمریکا و طی اجرای زنده ضبط شده‌اند.